# 隷属快美の娘達 〜BEST SONGS II〜
『隷属快美の娘達 〜BEST SONGS II〜』（れいぞくかいびのむすめたち ベスト ソングス ツー）は、畑亜貴の2枚目のベストアルバム。2007年12月21日にMellow Headから発売された。

## 概要
前作『浪漫月裸の娘達 〜BEST SONGS〜』から約1年ぶりのリリース。CDは2枚組の構成になっている。収録されている楽曲の作詞は全曲、畑が手掛けている。
本作のタイトルは、2007年12月から2008年1月までランティスウェブラジオから配信されたインターネットラジオ『畑亜貴らじお 隷属快美の娘達』のタイトル名に使用された。

## 批評
CDジャーナルは、「ファンタジックなデジポップの世界観が展開されている作品である。」と評した。

## 収録曲
（全作詞：畑亜貴）

### Disc-1
1. 青空ボレロ
作曲・編曲：畑亜貴
  - パソコンゲーム『巣作りドラゴン』主題歌
2. 真珠になりたい
作曲：林克洋、編曲：並木晃一
  - セガサターンゲーム『悠久幻想曲』エンディングテーマ
3. 離岩流に乗って
作曲・編曲：畑亜貴
  - プレイステーション、ドリームキャストゲーム『悠久幻想曲3 Perpetual Blue』主題歌
4. 必要ってことね
作曲：林克洋、編曲：畑亜貴
  - プレイステーション、セガサターンゲーム『エターナルメロディー』イメージソング
5. 無欲のつもりで
作曲：畑亜貴、編曲：小池雅也（4-EVER）
6. REPLICA
作曲：畑亜貴、編曲：並木晃一
7. 甘く遠い声
作曲・編曲：畑亜貴
  - パソコンゲーム『妹でいこう!』イメージソング
8. 人みしりみな実ちゃん（original ver.）
作曲・編曲：畑亜貴
9. ブラウン通りで待ってます
作曲・編曲：畑亜貴
パソコンゲーム『ブラウン通り三番目』主題歌
10. 溶けない炎
作曲・編曲：畑亜貴
  - メガドライブゲーム『幽☆遊☆白書 魔強統一戦』イメージソング
11. UP SIDE DOWN
作曲・編曲：畑亜貴
  - ドリームキャストゲーム『マジデスファイト』主題歌
12. TINY AMULET（instrumental）
作曲：伊藤ヨシユキ、編曲：畑亜貴
プレイステーションゲーム『ソウルエッジ』BGM
13. 死霊の館（original ver.）
作曲：畑亜貴、編曲：並木晃一
14. 恋より近くていいのかな
作詞・作曲・編曲：畑亜貴
  - パソコンゲーム『妹でいこう!』エンディングテーマ

### Disc-2
1. 瓶の天使は僕のもの
作曲：畑亜貴、編曲：森藤晶司
  - パソコンゲーム『Fragrance Tale』主題歌
2. 告白
作曲：林克洋、編曲：畑亜貴
  - プレイステーション、セガサターンゲーム『エターナル・メロディー』イメージソング
3. 瞳がみたい
作曲：畑亜貴、編曲：森藤晶司
  - パソコンゲーム『スナッチャー』エンディングテーマ
4. Bottle of sadness
作曲・編曲：畑亜貴
  - ドリームキャストゲーム『Fragrance Tale』オープニングテーマ
5. 風野稀人
作曲・編曲：畑亜貴
  - プレイステーション2ゲーム『少女義経伝・弐 〜刻を越える契り〜』挿入歌
6. 忘れじの
作曲・編曲：畑亜貴
7. 静かな笑顔でうけとめて
作曲・編曲：畑亜貴
  - パソコンゲーム『妹でいこう!』イメージソング
8. DEATH RATE OF LOVE
作曲・編曲：細江慎治
  - パソコンゲーム『ダンシング・クレイジーズ』主題歌
9. 瞳は幾千の窓
作曲・編曲：安西史孝
  - OVA『BT'X NEO』挿入歌
10. stigmata
作曲：畑亜貴、編曲：橘尭葉
11. 隷属快美の娘達
作曲：畑亜貴、編曲：橘尭葉
12. MINELVA ROAD
作曲：大山曜・畑亜貴、編曲：畑亜貴
13. P.N.K.N.（instrumental）
作曲・編曲：畑亜貴
  - プレイステーションゲーム『ソウルエッジ』BGM
14. 月裸…わたしたちだけ（forest ver.）
作曲：畑亜貴、編曲：森藤晶司